# Reggenza di Jayawijaya
La reggenza di Jayawijaya (in indonesiano: Kabupaten Jayawijaya) è una reggenza dell'Indonesia, situata nella provincia di Papua Pegunungan.